# Лия Кебеде
Лия Кебеде (на амхарски: ሊያ ከበደ) е етиопска актриса, модел и дизайнер.

## Биография
Лия Кебеде е родена на 1 март 1978 година в град Адис Абеба, Етиопия. Докато участва в Lycee Guebre Mariam е забелязана от филмов режисьор, който я представя на френска агенция за модели. След завършване на образованието си се премества във Франция, за да продължи работата си в парижка агенция. По-късно се премества в Ню Йорк.

### Модел
Големият пробив на Кебеде идва, когато дизайнерът Том Форд ѝ предлага заинтригуващ договор за неговото модно шоу Gucci Fall / Winter 2000. Става популярна в модната индустрия, когато през 2002 година се появява на корицата на парижкото издание Vogue, което публикува голям материал за нея.
Кебеде се появява на първа страница в изданията Vogue, V, Flair, i-D and Time's Style & Design (на италиански, японски, английски, френски и испански език). Тя се включва в рекламни кампании за агенции като Shiatzy Chen, Gap, Yves Saint-Laurent, Victoria's Secret, Emanuel Ungaro, Tommy Hilfiger, Revlon, Dolce & Gabbana, Escada и Louis Vuitton.
През 2003 година е избрана за най-новото лице на козметичната компания Estée Lauder и става първата етиопка, която е техен представител в 57-годишната история на компанията.
През 2005 година Кебеде е назначена като посланик на добра воля на Световната здравна организация за майките, новородените и детското здраве.
През юли 2007 година изданието Форбс я нарежда на 11 място от първите 15 супермодели, които най-бързо увеличават приходите си - предполага се, че през последните 12 месеца нейните приходи се увеличават с около 2.5 милиона щатски долара.

## Награди
През 2013 година списанието Glamour я обявява за „Жена на годината“ за филантропска ѝ дейност чрез своята фондация.

## Частична филмография
- Lord of War (2005)
- The Good Shepherd (2006)
- Desert Flower (2009)
- Black Gold (2011)
- Sur la Piste du Marsupilami (2012)
- Най-добрата оферта (2013)
- Samba (2014)